# Gabrielle Philiponet
Gabrielle Philiponet est une soprano française née à Albi.

## Biographie
Elle est née à Albi, elle a une formation de flûtiste et de violoncelliste. En 2003 elle étudie au conservatoire de Valenciennes. En 2005 elle rejoint l’opéra studio de la Chapelle musicale Reine Élisabeth.